# Re'uven Rivlin
Re'uven Rivlin (hebrejsky ראובן ריבלין‎, * 9. září 1939 Jeruzalém) je izraelský právník, politik a v letech 2014–2021 izraelský prezident. Jako dlouholetý poslanec Knesetu za stranu Likud zastával v letech 2003 až 2006 a poté znovu v letech 2009 až 2013 pozici předsedy Knesetu. Předtím působil čtyři roky v první vládě Ariela Šarona ve funkci ministra komunikací. V roce 2007 neúspěšně kandidoval v prezidentských volbách proti Šimonu Peresovi, a v následujících prezidentských volbách byl do této funkce zvolen. Úřadu se ujal složením slibu 24. července 2014.

## Biografie
Narodil se v Jeruzalémě za dob britské mandátní Palestiny a po studiu na gymnáziu Rechavja vystudoval práva na Hebrejské univerzitě v Jeruzalémě.
Poprvé byl do Knesetu zvolen v roce 1988 a v letech 1988 až 1993 byl předsedou Likudu. O poslanecký mandát přišel v roce 1992, ale v následujících volbách v roce 1996 byl opětovně zvolen. Poslancem byl i ve volbách v roce 1999 a v roce 2001 byl jmenován ministrem komunikací ve vládě Ariela Šarona a tento post zastával až do roku 2003, kdy byl zvolen předsedou Knesetu. Během svého funkčního období byl kritizován za prolomení tradice neutrality funkce, když byl jedním z nejtvrdších kritiků Šaronova plánu stažení z Pásma Gazy.
Poslancem byl opětovně zvolen i v letech 2006 a 2009. V roce 2007 se zúčastnil prezidentských voleb, kde kandidoval proti Šimonu Peresovi a Colette Avital. V prvním kole se umístil na druhém místě se ziskem 37 hlasů a před druhým kolem hlasování svou kandidaturu stáhl. Ve volbách v roce 2013 svůj poslanecký mandát obhájil. Dne 10. června 2014 byl zvolen v druhém kole volby izraelským prezidentem. Znovu kandidovat již nemůže, takže v úřadu skončí 24. července 2021.
Je vdovcem, s manželkou Nechamou (1945–2019) má čtyři děti. Od 60. let je vegetarián.

## Zajímavosti
Jeho rodina patří k jedné z nejstarších židovských rodin v Jeruzalémě, která do města přišla před osmi generacemi. Nejstarší známý člen rodu, Josef Chaver, žil v 16. stol. ve Vídni a zemřel roku 1559 v Praze. I jeho syn a vnuk poté žili v Praze.